# Arturo Seoane
Arturo Seoane (* 24. Mai 1913 in Durazno; † 12. April 1987) war ein uruguayischer Fußballspieler.

## Karriere

### Verein
Defensivakteur Arturo "Gallego" Seoane spielte auf Vereinsebene von 1931 bis 1945 für die Montevideo Wanderers in der Primera División. Auch im September 1945 lief er dort noch in der Ersten Mannschaft auf. 1931 gewann sein Verein die Uruguayische Meisterschaft. Weiterhin war er für den in Durazno beheimateten, am 7. Mai 1914 gegründeten Club Atlético Wanderers aktiv.

### Nationalmannschaft
Seoane war Mitglied der A-Nationalmannschaft Uruguays, für die er zwischen dem 9. August 1936 und dem 10. Januar 1937 drei Länderspiele absolvierte. Ein Länderspieltor erzielte er nicht. Er gehörte dem Aufgebot Uruguays bei der Südamerikameisterschaft 1937 an. Zudem nahm er mit Uruguay 1936 an der Copa Juan Mignaburu teil.

### Erfolge
- Uruguayischer Meister: 1931